# Albrecht Winnacker
Albrecht Winnacker (* 31. August 1942 in Frankfurt am Main) ist ein deutscher Experimentalphysiker, der sich insbesondere mit Festkörperphysik und Werkstoffen der Elektrotechnik befasst.

## Leben
Albrecht Winnacker besuchte das Taunusgymnasium in Königstein im Taunus. Er studierte Physik in Freiburg im Breisgau, Göttingen, Paris und Heidelberg, wo er 1970 promoviert wurde (Relaxation Phenomena and Nuclear Magnetic Resonance of 116In (T1/2 = 14s) Produced by Capture of Polarized Neutrons in the Indium III-V-Compounds). Als Post-Doktorand war er 1970 bis 1972 an der  Universität von Kalifornien, Berkeley tätig und wandte sich dort seinem zukünftigen Arbeitsgebiet, der Spektroskopie von Defektzentren in Festkörpern zu.
Nach Heidelberg zurückgekehrt, habilitierte er sich dort im Jahr 1976 und wurde 1980 zum Professor der Experimentalphysik ernannt. 1984/85 forschte er als Visiting Scientist in den Forschungslaboratorien der IBM in San Jose, Kalifornien, bevor er 1986 in die Zentralen Forschungslaboratorien der Siemens AG in Erlangen eintrat. Er war dort Leiter der Fachabteilung Verbindungshalbleiter und Leuchtstoffe. Ende 1991 nahm er einen Ruf auf den Lehrstuhl für Werkstoffe der Elektrotechnik an der Universität Erlangen an. Von 2001 bis 2005 war er Dekan der Technischen Fakultät der Universität Erlangen.
Nach seiner Emeritierung 2009 übernahm er das Amt eines Gründungsdirektors des Centre for Advanced Materials CAM der Universität Heidelberg, das sich schwerpunktmäßig der Erforschung von Materialien der Organischen Elektronik widmet.
Albrecht Winnacker ist Mitgründer der Firmen SiCrystal AG und der CrystAl-N GmbH.
Albrecht Winnacker ist ein Sohn des langjährigen Vorstands- und Aufsichtsratsvorsitzenden der Hoechst AG Karl Winnacker und ein Bruder des früheren Präsidenten der Deutschen Forschungsgemeinschaft Ernst-Ludwig Winnacker.
Er ist verheiratet und hat drei Kinder.

## Auszeichnungen
- 1984/85 wurde er zum Visiting Scientist der IBM Forschungslaboratorien ernannt.
- 2004 wurde er Korrespondierendes Mitglied der Heidelberger Akademie der Wissenschaften, seit 2012 Ordentliches Mitglied.
- 2004 Mitglied der Deutschen Akademie der Technikwissenschaften acatech.
- 2004 Honorarprofessor an der Fakultät für Physik und Astronomie der Universität Heidelberg, seit 2010 Seniorprofessor der Universität Heidelberg.[5]

## Schriften
Ca. 290 Publikationen in internationalen referierten Zeitschriften, darunter:
- Albrecht Winnacker, „Werkstoffforschung und Industrienachfrage am Beispiel elektronischer Werkstoffe“. In: Höcker, H. (Hrsg.): Werkstoffe als Motor für Innovationen, Stuttgart: Fraunhofer IRB-Verlag, 2008 (acatech DISKUTIERT), S. 47–52
- Albrecht Winnacker, „Die technische Beherrschung der Welt des Kleinsten und ihre Folgen“. In Jens Kulenkampff & Gunther Wanke (eds.), Über Die Grenzen von Wissenschaft und Forschung: Fünf Vorträge. Verlag Universitätsbund Erlangen-Nürnberg E.V. (2005)
- Albrecht Winnacker, „Physik von Maser und Laser“, Bibliographisches Institut, Mannheim/Wien/Zürich 1984
- Albrecht Winnacker (Hrsg. zus. mit Gisbert zu Putlitz und E.W. Weber), „Atomic Physics IV“, Plenum Press New York/London 1974